# Укун (спутник)
«Укун» (кит. упр. 悟空, пиньинь Wù Kōng) или «Постигнувший пустоту» (кит. упр. 悟 — познавать, постигать; 空 — пустой, пустота, англ. Dark Matter Particle Explorer, DAMPE), или Вуконг (Wukong) — первый китайский астрономический спутник и астрофизическая обсерватория. Создана для сбора информации и исследования электронов и гамма-излучения, спектра космических лучей, высокоэнергетических элементарных частиц и выявления возможных признаков тёмной материи.
DAMPE наблюдает за высокоэнергетическими электронами и позитронами космических лучей, их зарядом и энергией, исследует галактические процессы и такие явления, как аннигиляция или распад слабо взаимодействующих массивных частиц (вимпов) — предполагаемых частиц определённого типа в составе тёмной материи.
Совместный международный проект Китайской академии наук (CAS), Швейцарского национального научного фонда (SNSF); Национального института ядерной физики (INFN), Италия. Масса спутника 1900 кг, вес полезной нагрузки 1400 кг, потребляемая мощность 400 Вт, расчётный срок службы 3 года (цель — 5 лет).
Запуск ИСЗ «Укун» осуществлён 17 декабря 2015 года с помощью ракеты-носителя «Чанчжэн-2D». Главным в команде исследователей, связанной с ИСЗ «Укун», является замдиректора обсерватории Цзыцзиньшань Чан Цзинь.

## Название
ИСЗ «Укун» получил название по имени Сунь Укуна, персонажа романа «Путешествие на Запад», одного из четырёх китайских классических романов. Дословно название можно перевести с китайского как «Постигнувший пустоту» или «Познающий небытие», так как тёмная материя не имеет электромагнитного излучения, её невозможно наблюдать напрямую, поэтому в названии отражена информация о том, для чего предназначен спутник. Оно было отобрано из более чем 30 000 вариантов, предложенных в рамках месячного публичного конкурса, проводившегося с 29 сентября 2015 года.
Оружием Сунь Укуна в «Путешествии на Запад» был посох с золотыми обручами (кит. упр. 金箍棒). По аналогии с ними заместитель главного конструктора проекта DAMPE Фань Ичжун назвал часть оборудования станции — кристаллические стержни — «хрустальным жезлом». Он сказал репортеру научно-технического ежедневника Science and Technology Daily: «Хрустальный жезл „Короля обезьян“ рассеивает „чёрные тучи“ тёмной материи» (кит. упр. «年富力强»的"悟空"还将继续服役).

## Оснащение
Наземный сегмент
Китайская наземная спутниковая станция дистанционного зондирования (RSGS) создана и введена в эксплуатацию в 1986 году. Наземный сегмент связи и слежения за спутником DAMPE состоит из пяти частей: Китайский центр управления, Центр миссий, Центр космических данных и три станции X-диапазона: в Миюне, Санье и Каши.
Спутник
Спутник представляет собой космический аппарат из несколько элементов, установленных друг над другом вертикально вдоль оси Z космического корабля (направление наблюдения):
Двухслойный сцинтилляционный детектор PSD — состоит из двухслойных, расположенных в шахматном порядке полос. PSD обнаруживает заряд космических лучей, а также служит детектором предотвращения совпадений для энергичных фотонов.
Кремний-вольфрамовый трекер — состоит из шести плоскостей слежения из двух ортогональных слоёв односторонних микрополосковых линий с общей поверхностью детектора около семи кв. м. С их помощью отслеживается направление гамма-лучей путём их преобразования в заряженные частицы, затем они исследуются с помощью прибора.
Калориметр BGO — содержит 308 стержней с кристаллами высокоэффективного поглотителя гамма-излучения — германата висмута. Каждый стержень имеет размер 2,5 см в ширину, 60 см в длину и является самым длинным кристаллом BGO в мире. Пусковые колебания глушатся при помощи зазоров в 0,5 мм вокруг каждого кристалла, заполненных силиконовым эластомером. Это удерживает каждый кристалл на месте и предотвращает возможные повреждения. Падающие космические частицы взаимодействуют с кристаллами, генерируя импульс оптического света, который регистрируется фотоумножителями и каждым краем стержневого слоя. Калориметр чувствителен к частицам с энергией от 5 ГэВ до 10 ТэВ.
Нейтронный детектор — четыре больших сцинтилляционных детектора из легированного бором пластика. Каждый оснащён фотоумножителем для измерения причин световых вспышек от падающих нейтронных частиц, возбуждающих бор и генерирующих альфа-частицы и гамма-лучи. Гамма-лучи преобразуются в световые импульсы, регистрируемые прибором. Нейтронная активность частиц может быть обнаружена NUD в течение нескольких микросекунд.
Аналоговая схема считывания и сбора данных в основном состоит из восьми плат, работающих на основе среды программирования ANSI.

## Статистические данные
Начиная с первого приёма цифровых данных 20 декабря 2015 года до 30 сентября 2020 года «Укун» произвёл 9 сканирований всего неба и зафиксировал около 8,69 млрд частиц высокой энергии. Каждый день утром и вечером (по пекинскому времени) «Укун» пролетает над воздушным пространством КНР, и три станции приёма цифровых данных в Миюне, Кашгаре и Санья принимают 16 гигабайт данных. В 2017 году исследовательская команда «Укун» опубликовала первую партию результатов: точно измеренный в космосе энергетический спектр электронных космических лучей; в 2019 году она опубликовала точно измеренный энергетический спектр протонов космических лучей, обнаруживший новую структуру, которая, по мнению исследователей, может быть следом находящегося поблизости источника космических лучей.
В течение 530 дней полёта спутник передал на Землю данные об обнаружении 1,5 миллионов космических электронов и позитронов выше 25 ГэВ, для которых характерно беспрецедентно высокое энергетическое разрешение и низкий уровень запыления.
Расчетный срок службы Wukong составлял три года. С 20 декабря 2015 по 30 сентября 2020 года спутник «Укун» находился на орбите 1746 дней и совершил более 27,5 тысяч витков по солнечно-синхронной орбите на высоте 500 километров. Срок работы спутника в 2019 году был продлён ещё на два года.